# Paula Seguí
Paula Seguí Carles es una jugadora de baloncesto española nacida el 25 de agosto de 1982, en Mahón, Menorca. Se ha formado en el equipo del siglo XXI en la residencia Blume de Barcelona.
Con su 1'91 metros, ha jugado como pívot Real Club Celta Vigourban y en el F. C. Barcelona. Actualmente milita en el Palacio de Congresos de Ibiza.

## Palmarés con la selección española
- Eurobasket 2003 ( Grecia)